# Мертерт (комуна)
Мертерт (люксемб. Mäertert, фр. Mertert, нім. Mertert) — комуна Люксембургу. Входить до складу кантону Гревенмахер в окрузі Гревенмахер.

## Географія
Площа території комуни становить 15,25 км² (80-е місце за цим показником серед 116 комун Люксембургу).
Висота найвищої точки комуни над рівнем моря складає 325 метрів (105-е місце за цим показником серед комун країни), найнижчої — 132 метрів (1-е місце).

## Демографія
Станом на 2011 рік на території комуни мешкало 3 730 ос.
Динаміка чисельності населення:

## Адміністративний поділ
До складу комуни входять такі поселення:
| Поселення    | Населення за даними переписів: | Населення за даними переписів: | Населення за даними переписів: |
| Поселення    | на 31.03.1981                  | на 01.03.1991                  | на 15.02.2001                  |
| ------------ | ------------------------------ | ------------------------------ | ------------------------------ |
| Мертерт      | 927                            | 942                            | 1 101                          |
| Вассербілліг | 2 124                          | 1 984                          | 2 186                          |